# قرار مجلس الأمن التابع للأمم المتحدة رقم 1907
قرار مجلس الأمن التابع للأمم المتحدة رقم 1907، الذي تم تبنيه في 23 ديسمبر / كانون الأول 2009، فرض حظراً على توريد الأسلحة إلى إريتريا، وحظر سفر على قادتها، وجمد أرصدة بعض المسؤولين السياسيين والعسكريين في البلاد بعد اتهام الحكومة الإريترية بمساعدة حركة الشباب. في الصومال، وبحسب ما ورد رفضت سحب القوات من حدودها المتنازع عليها مع جيبوتي، بعد صراع عام 2008. وكان الاتحاد الأفريقي ومنظمات أخرى طالبت مجلس الأمن بفرض عقوبات على إريتريا منذ عدة أشهر.
قدمت أوغندا القرار، وقادت بوركينا فاسو الإجراءات. تم اعتماده بأغلبية 13 صوتا، مع معارضة ليبيا وامتناع الصين عن التصويت. قال البلدان إن العقوبات ليست وسيلة فعالة للمصالحة.
وأدان السفير الإريتري أرايا ديستا القرار ووصفه بـ «المخزي» و«تلفيق أكاذيب» من قبل الولايات المتحدة و«النظام الإثيوبي»، وقال إنه لن يؤثر على البلاد. كما نفى دعم إريتريا للمسلحين الصوماليين، قائلا إن «الصوماليين إخواننا». وفي الوقت نفسه، أيد سفيرا الصومال وجيبوتي القرار بشدة.
وكان الاتحاد الأفريقي وهو من أشد المؤيدين للحكومة الصومالية قد دعا مجلس الأمن إلى فرض العقوبات. انسحبت إريتريا من الاتحاد الأفريقي احتجاجا على ذلك.

## الأحداث اللاحقة
تم تعزيز العقوبات في 5 ديسمبر 2011. في 16 يوليو / تموز 2012، ذكر تقرير لمجموعة المراقبة التابعة للأمم المتحدة أنه «لم يعثر على أي دليل على دعم إريتري مباشر لحركة الشباب في العام الماضي». في أكتوبر 2012، دعت الحكومة الإريترية إلى رفع العقوبات في ضوء الأنباء التي تفيد بأن الصين وروسيا وجنوب إفريقيا أعربت عن دعمها لرفعها. في عام 2017، كتب خبراء الأمم المتحدة: «بالنظر إلى أن فريق الرصد لم يتمكن من العثور على دليل قاطع على الدعم الإريتري لحركة الشباب في الصومال لأربع ولايات متتالية، يوصي الفريق بأن ينظر مجلس الأمن في فك ارتباط أنظمة الجزاءات المفروضة على إريتريا والصومال.» 